# 占山
占山（尖山）位於台灣新北市五股區，標高382公尺，在觀音山之東南方。又名「淡水富士山」，係因山形似富士山，日治時期日人稱之為「淡水富士」而來。

## 註腳
1. ↑  .   [2010-08-23]. （原始内容存档于2010-06-15）.